# Cyklantera

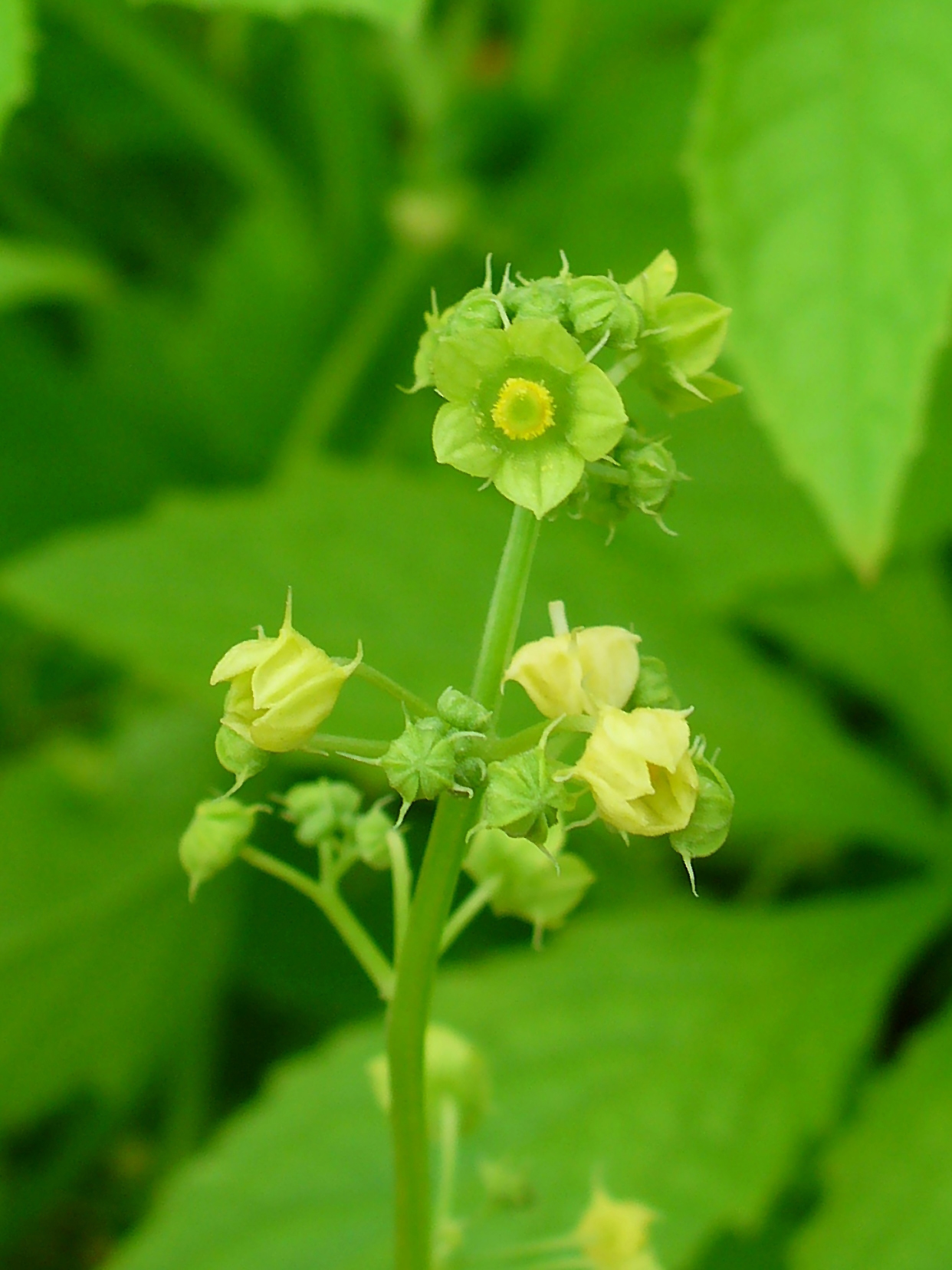
Kwiaty męskie Cyclanthera pedata

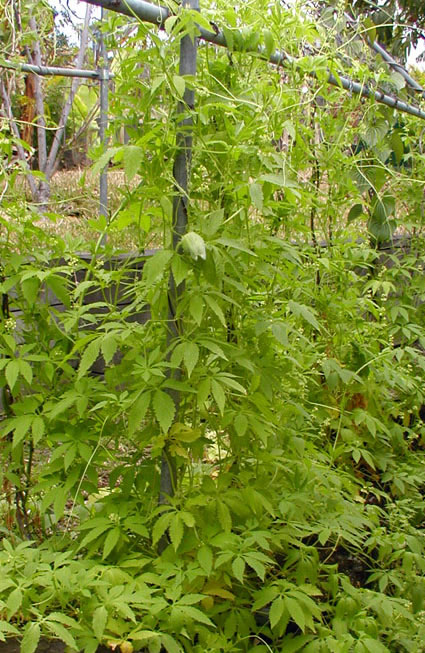
Pokrój Cyclanthera pedata

Cyklantera (Cyclanthera H.A. Schrader) – rodzaj jednorocznych i wieloletnich pnączy z rodziny dyniowatych. Obejmuje 33 gatunki występujące w tropikach kontynentów amerykańskich. Niektóre gatunki uprawiane są dla jadalnych owoców i pędów, zwłaszcza cyklantera strzelająca C. brachystachya i cyklantera stopowata C. pedata. Rośliny te uprawiane są na kontynentach amerykańskich i w południowo-wschodniej Azji. Pierwszy z wymienionych gatunków znany jest ze swych eksplodujących owoców (stąd też nazwa zwyczajowa i dawna nazwa naukowa, obecnie synonim – C. explodens).

## Morfologia
PokrójRośliny jednoroczne i byliny o pędach płożących lub wspinających się. Pędy nagie lub owłosione. Wąsy czepne pojedyncze, dwu- lub wielokrotnie podzielone. Korzenie cienkie.
LiścieO blaszce pojedynczej, klapowanej lub silnie podzielonej, o ogólnym zarysie lancetowatym do okrągławego. Blaszka z 3–9 klapami lub liście głębiej 3–5-dzielne, dłoniasto złożone. Brzeg blaszki nierówno piłkowany lub ząbkowany. Powierzchnia blaszki szorstko owłosiona.
KwiatyRośliny są jednopienne – na tych samych roślinach wyrastają w różnych węzłach kwiaty rozdzielnopłciowe –  żeńskie i męskie. Kwiaty męskie skupione są w gronach lub wąskich wiechach o wyraźnej osi głównej. Hypancjum jest dzwonkowate lub kubeczkowate. Korona kwiatu i kielich składają się z 5 elementów każdy. Płatki korony są białe, rzadziej żółtawe lub zielonkawe. Płatki drobne, zwykle do 1,5 mm długości, rzadziej do 5 mm. Kwiaty męskie zawierają pięć pręcików o zrośniętych nitkach i łącznikach tworzących na górze tarczkę. Komory pyłkowe zrośnięte są w pierścień. Brak szczątkowej choćby zalążni. Kwiaty żeńskie wyrastają pojedynczo, okwiat mają podobny jak w przypadku kwiatów męskich. Zalążnia jest zwykle jednokomorowa, jajowata do kulistej, zawiera do 6 zalążków w komorze. Szyjka słupka krótka, zwieńczona pojedynczym, spłaszczonym nieco znamieniem. Prątniczków brak.
OwoceJajowate do nerkowatych, mięsiste jagody o zaostrzonych końcach. Na ogół pokryte kolcami, rzadziej nagie. Nasion jest od 4 do 12, są jajowate do owalnych, spłaszczone.

## Systematyka
Jeden z rodzajów rodziny dyniowatych z podrodziny Cucurbitoideae Eaton i plemienia Sicyoeae. W niektórych źródłach rośliny z północnego Meksyku wyodrębniane są jako osobny rodzaj Cremastopus.
Wykaz gatunków
- Cyclanthera brachybotrys (Poepp. & Endl.) Cogn.
- Cyclanthera brachystachya (DC.) Cogn. – cyklantera strzelająca[9], c. krótkokłosowa[10]
- Cyclanthera cogniauxii C.E.Jones & Kearns
- Cyclanthera cordifolia Cogn.
- Cyclanthera dieterleana C.E.Jones & Kearns
- Cyclanthera dioscoreoides C.E.Jones & Kearns
- Cyclanthera dissecta (Torr. & A.Gray) Arn.
- Cyclanthera dressleri Wunderlin
- Cyclanthera entata C.E.Jones & Kearns
- Cyclanthera heiseri C.E.Jones & Kearns
- Cyclanthera hystrix (Gillies) Arn.
- Cyclanthera integrifoliola  Cogn.
- Cyclanthera jeffreyi Lira & I.Rodr.-Arévalo
- Cyclanthera jonesii McVaugh
- Cyclanthera lalajuela Hammel & J.A.González
- Cyclanthera langaei Cogn.
- Cyclanthera leptostachya Benth.
- Cyclanthera leptostachyoid es C.Jeffrey
- Cyclanthera mathewsii Arn. ex A.Gray
- Cyclanthera minima (S.Watson) Kearns & C.E.Jones
- Cyclanthera monticola Gentry
- Cyclanthera multifoliola Cogn.
- Cyclanthera oligoechinata L.F.P.Lima & Pozner
- Cyclanthera pedata (L.) Schrad. – cyklantera stopowata[10]
- Cyclanthera phyllantha Harms
- Cyclanthera quinquelobata (Vell.) Cogn.
- Cyclanthera ribiflora (Schltdl.) Cogn.
- Cyclanthera rostrata (Paul G. Wilson) Kearns & C.E.Jones
- Cyclanthera steyermarkii Standl.
- Cyclanthera tamnifolia Griseb.
- Cyclanthera tamnoides (Willd.) Cogn.
- Cyclanthera tenuifolia Cogn.
- Cyclanthera tenuisepala Cogn.

## Zastosowanie
Uprawiane jako rośliny jadalne są dwa gatunki cyklantera strzelająca C. brachystachya i cyklantera stopowata C. pedata. W przypadku tego drugiego spożywa się wierzchołki pędów i liście w postaci zup. Jadalne są także owoce, zwłaszcza rozpowszechnionej w uprawie odmiany var. edulis. Jej owoce są większe niż u dzikich krewnych i mają mniej kolców na powierzchni. Ponieważ owoce te są wewnątrz puste, bywają przyrządzane jak owoce papryki – nadziewane i pieczone. W przypadku C. brachystachya spożywane są owoce.